# Mill Avenue Bridges

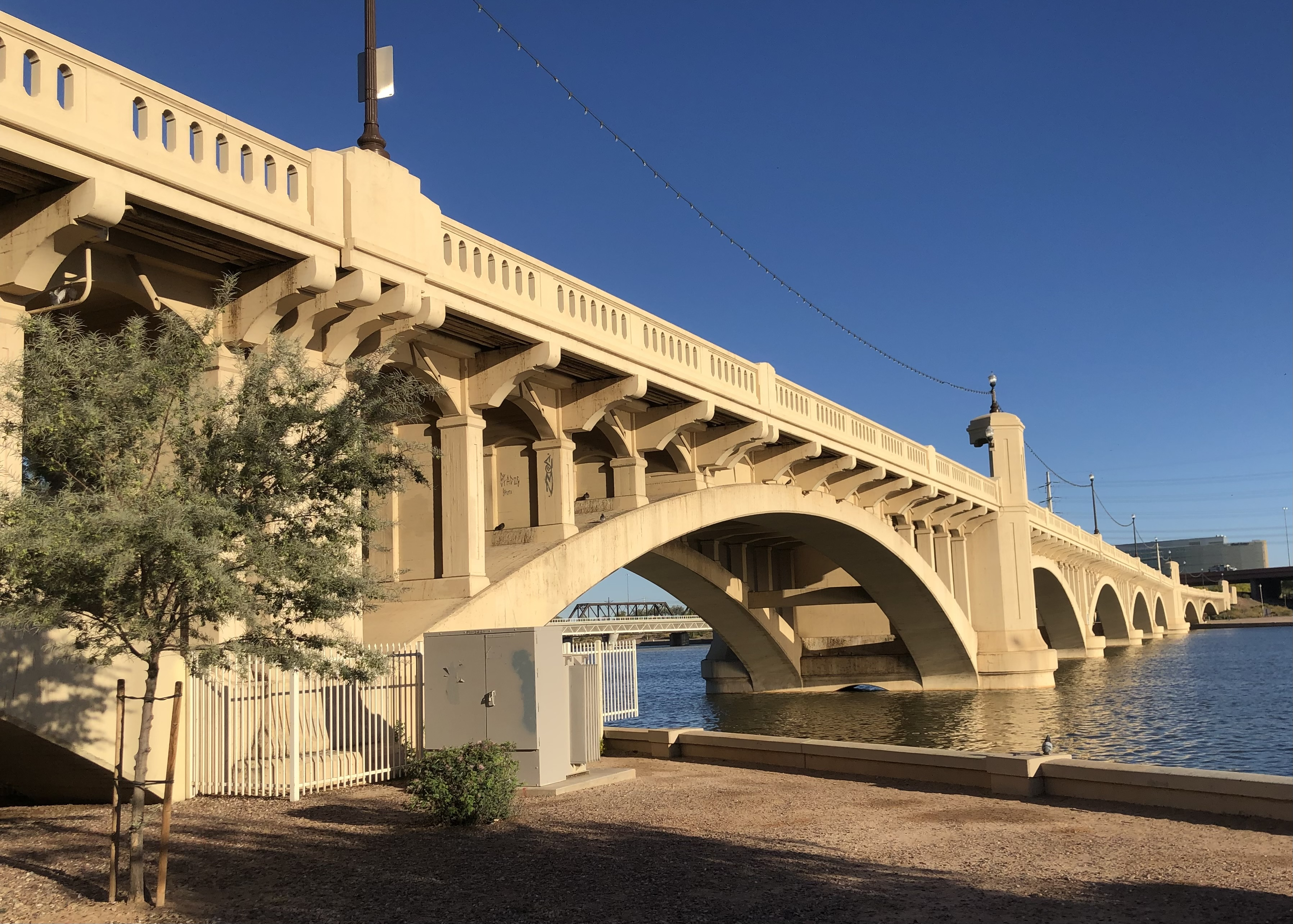
Mill Avenue Bridge, 2023

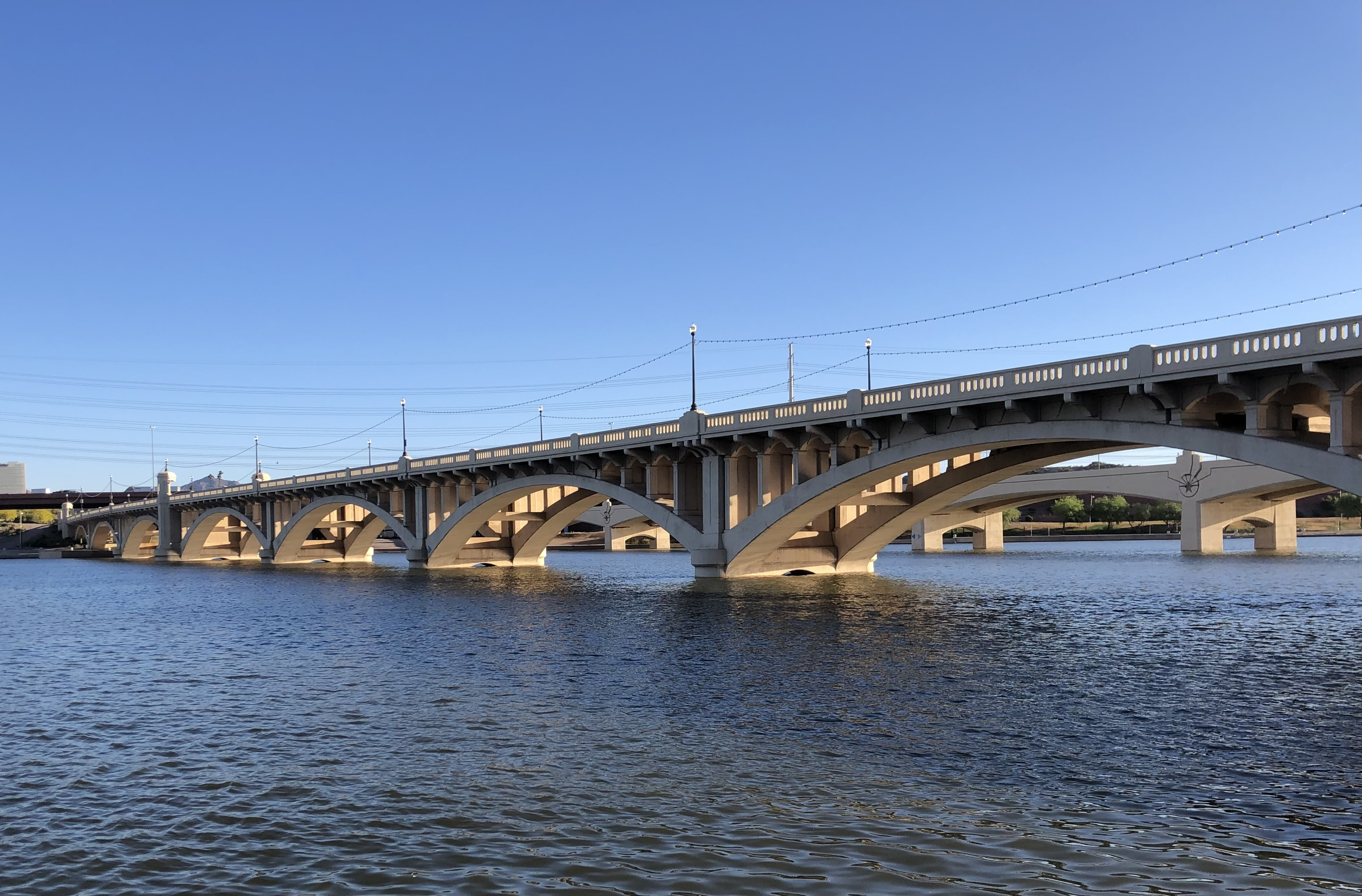
Blick von Südwesten

Die Mill Avenue Bridges sind zwei Brücken über den Salt River in der Stadt Tempe in Arizona.

## Lage
Die Brücken befinden sich nördlich der Innenstadt von Tempe. Sie überqueren den Salt River, der hier zum Tempe Town Lake angestaut ist. Über die Brücken wird die South Mill Avenue von Tempe in Richtung Phoenix geführt.

## Geschichte
Im Jahr 1928 beantragten mehrere Geschäftsleute aus Tempe beim Arizona Highway Department den Bau einer neuen Brücke. Zu diesem Zeitpunkt bestand in Verlängerung der Ash Avenue seit 1913 die Ash Avenue Bridge, die jedoch dem gestiegenen Verkehr nicht mehr gewachsen war. Zuvor führte an dieser Stelle eine Fähre über den Fluss. Sie bestand bis Anfang der 1900er Jahre. Dann war der Fluss durch Dammbauten im Oberlauf hier üblicherweise trocken.
Das Arizona Highway Department entwarf 1929 eine neue Brücke. Der Bauvertrag mit dem Bauunternehmen Lynch-Cannon Construction Company aus Los Angeles wurde vom Brückeningenieur Arizonas, Ralph Hoffman, unterzeichnet. Es entstand eine Brücke aus Stahlbeton mit zehn Bögen von jeweils 140 Fuß und einer aufgeständerten Fahrbahn. Die Baukosten beliefen sich auf 500.000 US-Dollar. Im August 1931 wurde der Neubau der Brücke für den Verkehr geöffnet. Die offizielle Eröffnung fand am 1. Mai 1933 in Anwesenheit des Gouverneurs Benjamin Baker Moeur statt. Die Eröffnungsfeier dauerte zwei Tage. Zunächst trug die Brücke den Namen Tempe Bridge, der heutige Name geht vermutlich auf die Hayden Flour Mill, eine ursprünglich in der Nähe bestehenden Mühle, zurück. Zu ihrer Bauzeit war es die größte Brücke in Arizona und die einzige die den zu plötzlichen starken Überschwemmungen neigenden Salt River querte. In den 1930er Jahren nutzten täglich etwa 8000 Fahrzeuge die Brücke.
Über die Brücke wurde die U.S. Route 89 geführt, die zeitweise die einzige Nord-Süd-Autobahn Arizonas war. 1981 wurde die Brücke in das National Register of Historic Places eingetragen. Ab Februar 1992 wurde wegen des deutlich gestiegenen Verkehrsaufkommens für 8,8 Millionen US-Dollar direkt neben der Brücke eine weitere errichtet, die am 26. Februar 1994 fertiggestellt war. Der Bau hatte sich verzögert, da im Januar 1993 eine Flut die Baugerüste der Brücke und Teile der Brücke selbst zerstörten.
Über die alte Brücke wird seit dem nur noch der Verkehr in Richtung Süden, auf der neuen der nach Norden geleitet. Seit der Anlage des Tempe Town Lake im Jahr 1999 steht unter den Brücken nun auch dauerhaft Wasser.